# Tobias Mikkelsen
Tobias Pilegaard Mikkelsen (* 18. September 1986 in Helsingør) ist ein dänischer ehemaliger Fußballspieler. Er wurde auch in der Nationalmannschaft eingesetzt.

## Karriere

### Verein

#### Helsingør IF, Humlebæk BK und Lyngby BK
Über Helsingør und das benachbarte Humlebæk kam Mikkelsen in die Jugend des ehemaligen Spitzenklubs Lyngby BK. Dort wechselte er 2004 in die in der dritten Liga spielende erste Mannschaft und stieg mit dieser in drei Jahren zweimal auf. Als Lyngby 2007 in der Superligaen angekommen war, verließ Mikkelsen den Verein.

#### Brøndby IF
Er wechselte in die Hauptstadt Kopenhagen zu Brøndby IF und holte mit dem Pokalsieg im ersten Jahr dort seinen ersten Titel. Allerdings konnte sich der Außenstürmer nicht in die Stammelf spielen und im zweiten Jahr warfen ihn Verletzungen immer wieder zurück, sodass er nur auf fünf Einsätze kam.

#### FC Nordsjælland
Mikkelsen wechselte daraufhin innerhalb der ersten Liga zum aufstrebenden FC Nordsjælland. Dort brauchte er nach der Verletzungszeit Eingewöhnung, stand dann aber in der Rückrunde der Saison 2009/10 regelmäßig im Kader. In diesem Jahr gewann er den dänischen Pokalwettbewerb. Im Jahr darauf gehörte er dann fast durchgängig zur Startelf in der Liga und stand am Ende erneut mit dem Team im Pokalfinale. Zum zweiten Mal in Folge konnte dort der FC Midtjylland besiegt und damit der Titel verteidigt werden.
In der Saison 2011/12 entwickelte sich Mikkelsen immer mehr zu einem Schlüsselspieler des Vereins. Seine Leistung in der Liga wurde mit einer Berufung zu zwei Länderspielen der dänischen Fußballnationalmannschaft im November 2011 honoriert. Im Freundschaftsspiel gegen Finnland kam er in der zweiten Halbzeit zu seinem ersten Länderspieleinsatz und gab dabei die Vorlage zum entscheidenden 2:1. Mit dem FC Nordsjælland wurde er danach dänischer Meister. Er selbst trug sieben Tore zum Saisonerfolg bei. Mikkelsen absolvierte in der Saison 2012/13 noch zwei Spiele für den FCN.

#### SpVgg Greuther Fürth
Mikkelsen wechselte im Juli 2012 zum damaligen Aufsteiger in die Bundesliga, der SpVgg Greuther Fürth. Er gab seinen Einstand für die Franken am 18. August 2012, als er im Erstrundenspiel des DFB-Pokals, gegen Kickers Offenbach, in der Anfangself stand. Am 6. Oktober 2012 (7. Spieltag) debütierte er bei der 0:1-Niederlage im Heimspiel gegen den Hamburger SV in der Bundesliga mit der Einwechslung in der 60. Minute für Sercan Sararer.

#### Rosenborg Ballklub
Am 16. Januar 2013 wechselte Mikkelsen in die norwegische Tippeligaen zum Rosenborg Ballklub. Beim Klub aus Trondheim unterschrieb er einen Vertrag über vier Jahre. Mit Rosenborg Ballklub platzierte sich Mikkelsen in der Abschlusstabelle stets im oberen Tabellendritten und wurde 2015 norwegischer Meister.  

#### FC Nordsjælland und Brisbane Roar
Im Januar 2016 wechselte er vorzeitig in seine dänische Heimat zurück und unterschrieb einen Vertrag beim FC Nordsjælland und belegte mit dem Verein zum Ende der Saison den achten Tabellenplatz. Eine Saison später platzierte sich der FC Nordsjælland in der Meisterschaftsrunde auf dem sechsten Rang, um in der Folgesaison sich für die Qualifikation zur UEFA Europa League zu qualifizieren. Nach Saisonende verließ Mikkelsen den Verein.
Im Sommer 2018 wechselte er nach Australien zum A-League-Verein Brisbane Roar. Nach einer Saison wechselte er zu Helsingborgs IF für eine weitere, nach der er seine Laufbahn beendete.

### Nationalmannschaft
Tobias Mikkelsen wurde nach zwei Freundschaftsländerspielen in den Nationalmannschaftskader für die Fußball-Europameisterschaft 2012 berufen.

## Erfolge
- Dänischer Meister 2012 mit dem FC Nordsjælland
- Dänischer Pokalsieger 2010 und 2011 mit dem FC Nordsjælland
- Dänischer Pokalsieger 2008 mit Brøndby IF
- Aufstieg in die Superligaen 2007 mit Lyngby BK

## Sonstiges
Mikkelsen ist mit seiner aus Düsseldorf stammenden Freundin verlobt.